# Bifurkacja (telekomunikacja)
Bifurkacja – rozdział przepływu między wiele ścieżek. Zapotrzebowanie (sumaryczny przepływ między wybranymi węzłami w sieci) nie jest zbifurkowane, jeżeli jest realizowane za pomocą pojedynczej ścieżki. W przeciwnym wypadku zapotrzebowanie jest zbifurkowane.